# L.S.D.

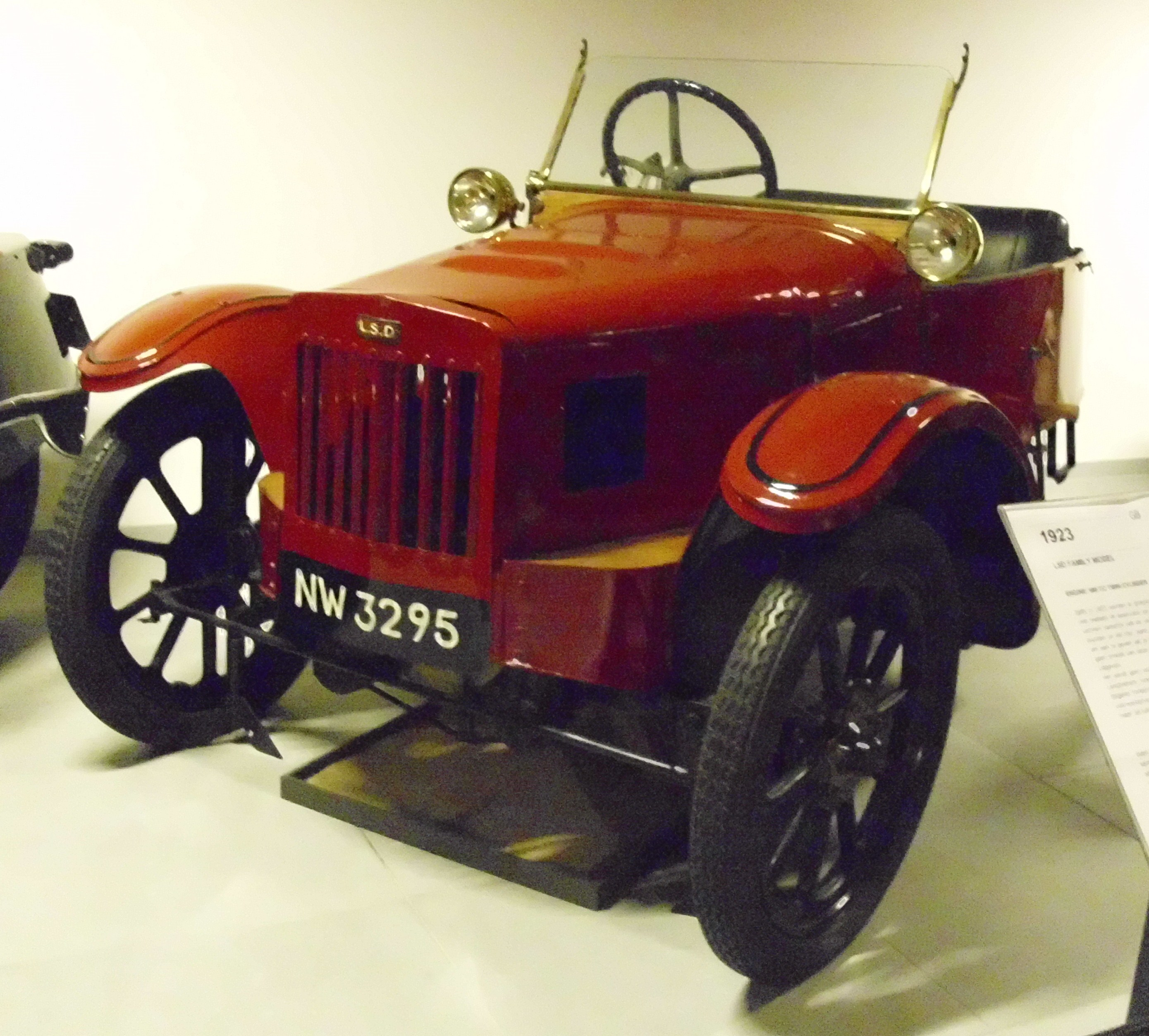
L.S.D. von 1923 in der Louwman Collection

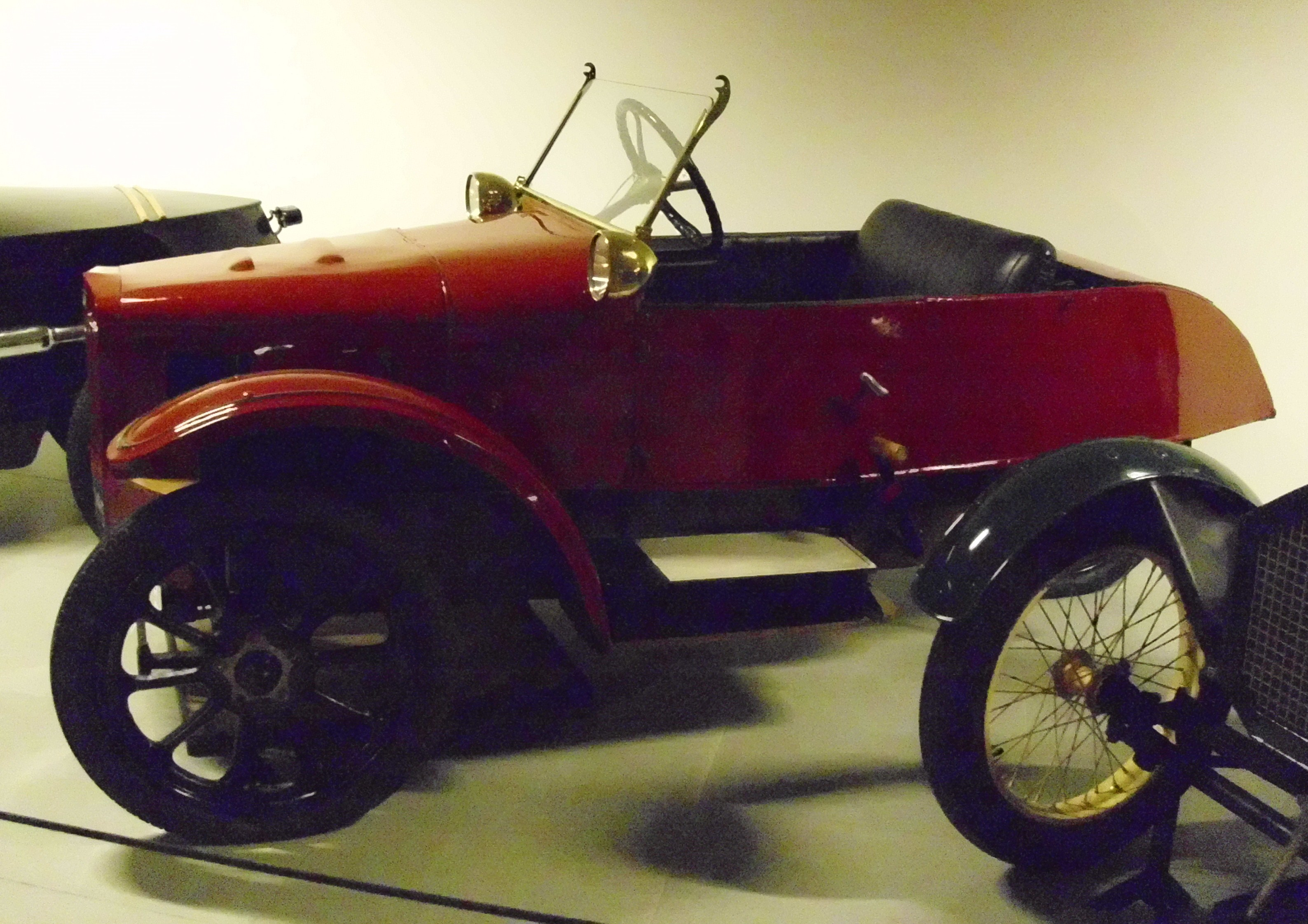
Seitenansicht

L.S.D. war eine britische Automarke.

## Unternehmensgeschichte
Das Unternehmen Sykes & Sugden Limited aus Huddersfield begann 1920 mit der Produktion von Automobilen. 1923 erfolgte eine Umbenennung in L.S.D. Motor & Co Limited und der Umzug nach Mirfield in West Yorkshire. Der Name L.S.D. steht für Longbottom (Designer), Sykes (Hersteller) und Dyson (Buchhalter). 1924 endete die Produktion.

## Fahrzeuge
Das einzige Modell war ein Dreirad, bei dem sich das einzelne Rad hinten befand. Ein luftgekühlter V2-Motor von J.A.P. wurde vorne im Fahrgestell montiert.
Ein Fahrzeug dieser Marke ist im Tolson Memorial Museum in Huddersfield zu besichtigen, ein anderes in der Louwman Collection in Den Haag.